# Ramsjön, Haninge kommun
Ramsjön är en sjö i Haninge kommun i Södermanland och ingår i Tyresåns huvudavrinningsområde. Sjön har en area på 0,125 kvadratkilometer och ligger 27,9 meter över havet.

## Delavrinningsområde

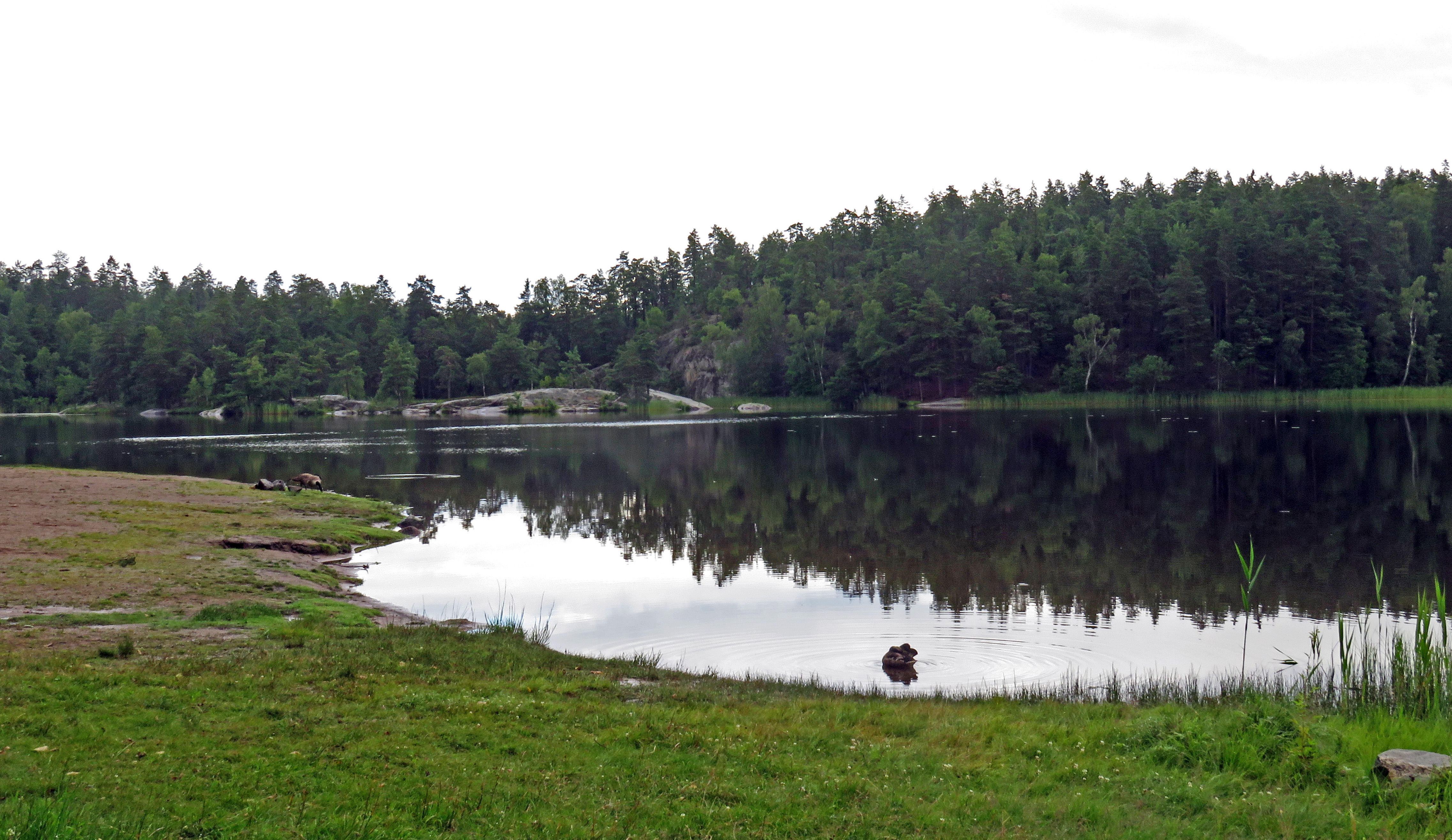
Ramsjön, vy från badplatsen vid den västra stranden juli 2015.

Ramsjön ingår i det delavrinningsområde (656446-163758) som SMHI kallar för Mynnar i Drevviken. Medelhöjden är 47 meter över havet och ytan är 22,24 kvadratkilometer. Det finns ett avrinningsområde uppströms, och räknas det in blir den ackumulerade arean 25,06 kvadratkilometer. Vattendraget som avvattnar avrinningsområdet har biflödesordning 2, vilket innebär att vattnet flödar genom totalt 2 vattendrag innan det når havet efter 8,2 kilometer. Avrinningsområdet består mestadels av skog (62 procent). Avrinningsområdet har 0,42 kvadratkilometer vattenytor vilket ger det en sjöprocent på 1,5 procent. Bebyggelsen i området täcker en yta av 7,89 kvadratkilometer eller 29 procent av avrinningsområdet.